# Kehdinger Moorgürtel

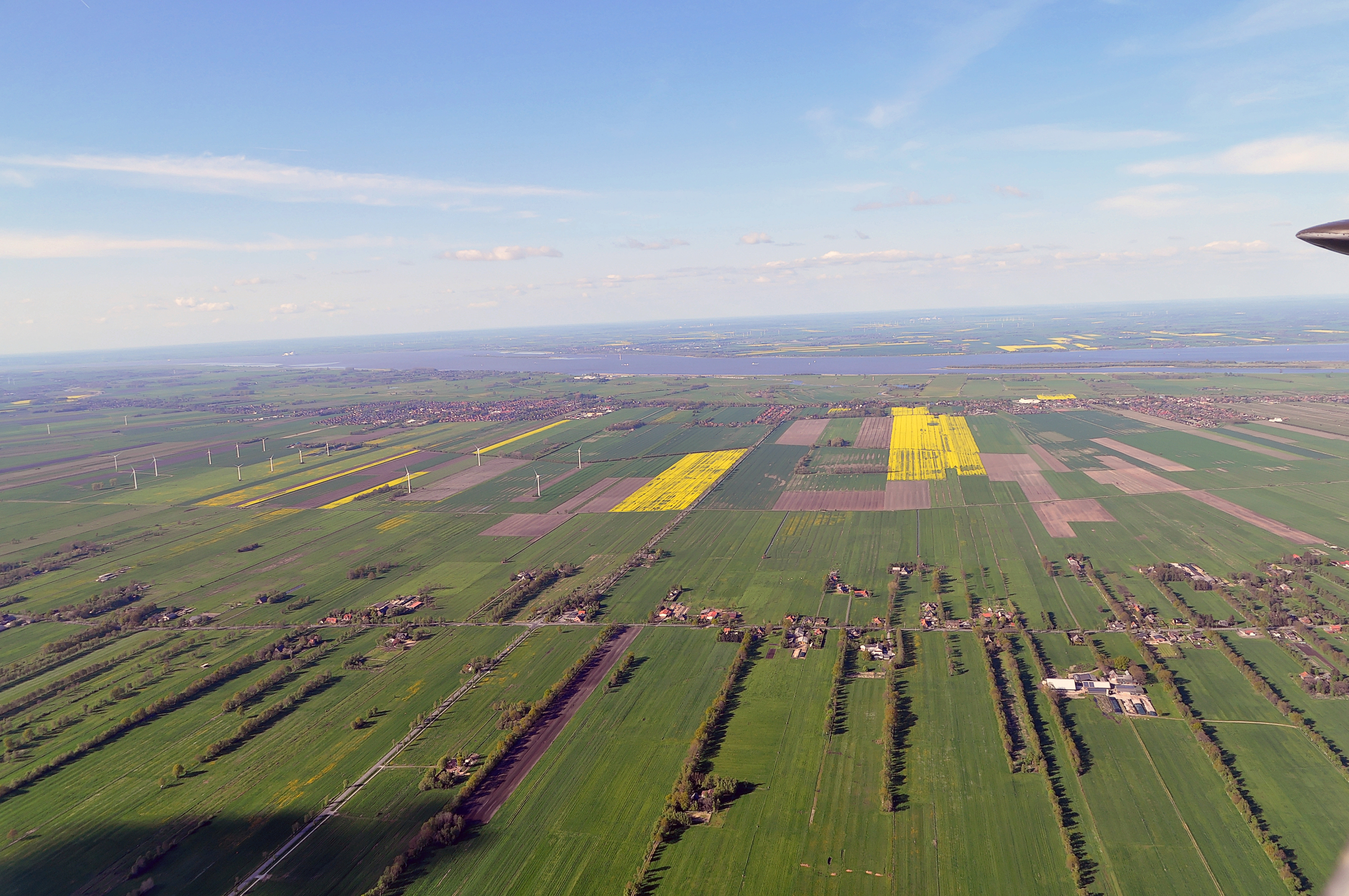
Luftbild von 2012 mit Blick über die Elbmarsch nach Nordosten. Im Hintergrund fließt von rechts nach links die Elbe, davor liegen Drochtersen (links) und sein Ortsteil Assel (rechts). Die zerstreuten Ansiedlungen im Vordergrund sind die ebenfalls zu Drochtersen zählenden Gemarkungen Ritschermoor und Asselermoor. Die Landschaft in der unteren Bildhälfte – bis an die Kante des ersten Rapsfeldes und des Windparks – gehört zum südöstlichen Abschnitt des Kehdinger Moorgürtels.

Der Kehdinger Moorgürtel erstreckt sich im norddeutschen Bundesland Niedersachsen und ist nach der Landschaft Kehdingen benannt, die an der Niederelbe im Einzugsgebiet der Flüsse Oste und Schwinge liegt. Aufgrund des guten naturräumlichen Erhaltungszustandes gilt er als repräsentatives Gebiet für die „Hannoversche Moorkolonisierung“ und als wichtige historische Kulturlandschaft.

## Lage und Ausdehnung
Gelegen linksseitig der Unterelbe im Norden Niedersachsens in den Landkreisen Stade und Cuxhaven, erstreckt sich der 93 Quadratkilometer messende Kehdinger Moorgürtel grob zwischen der Linie Bützfleth–Assel–Drochtersen–Wischhafen–Oederquart im Nordosten und der Linie Isensee–Altendorf–Engelschoff–Groß Sterneberg im Südwesten; in letzterer Richtung reicht er jedoch nicht bis an die Oste heran. Im Einzelnen hat der Gürtel Anteil an den Gemeindegebieten von Drochtersen, Engelschoff, Großenwörden, Hammah, Oederquart, Wischhafen und Stade (alle im Landkreis Stade) sowie von Osten (Landkreis Cuxhaven). Als größte Straße traversiert die Bundesstraße 495 im nordwestlichen Bereich von Südwesten nach Nordosten und verbindet dabei Hemmoor mit Wischhafen.

## Einordnungen
In Hinblick auf die naturräumlichen Großregionen Deutschlands wird der Kehdinger Moorgürtel in absteigender Rangfolge dem norddeutschen Tiefland, dem nordwestdeutschen Marschland sowie letztlich der mit der Kennzahl 67 bezifferten Einheit Untere Elbeniederung (Elbmarsch) zugeordnet.
Vom Bundesamt für Naturschutz wird der Kehdinger Moorgürtel zum Naturraum Stader Elbmarschen gezählt und als sogenannte „Bedeutsame Landschaft“ (Landschafts-ID 041) geführt, denn als historisch gewachsene Kulturlandschaft handele es sich um eine „Landschaft mit hoher Bedeutung für das natürliche und kulturelle Erbe“. Der Niedersächsische Landesbetrieb für Wasserwirtschaft, Küsten- und Naturschutz listet ihn innerhalb des Kulturlandschaftsraumes Elbmarschen (K08) sowie innerhalb der naturräumlichen Region Niedersächsische Nordseeküste und Marschen als „historische Kulturlandschaft landesweiter Bedeutung“ (HK21).

## Historie

Diese nach Westen ausgerichtete Landkarte von 1795 zeigt den Fortschritt der Moorkolonisierung sowie im rechten (= nördlichen) Bereich den Kehdinger Moorgürtel.

Im Gegensatz zu den frühesten Siedlungen in den Elbmarschen – den Marschhufendörfern des Alten Landes aus dem 12. und 13. Jahrhundert – sind die Moorhufendörfer im küstenfernen Sietland (beispielsweise im Kehdinger Moorgürtel) erst deutlich später entstanden. Eine effektive Entwässerung bildete die Grundlage für die Moorkolonisierung. Im Zuge dieser Vermessung, Kultivierung und planmäßigen Besiedlung des Landes unter der Leitung von Jürgen Christian Findorff teilte man das Land ab Mitte des 18. Jahrhunderts in schmale rechteckige Flurstücke auf, die häufig durch Entwässerungsgräben voneinander getrennt wurden. Verglichen mit der fruchtbareren Marsch waren die Hofstellen und Flurstücke im Kehdinger Moorgürtel allerdings aufgrund der minderen Bodengüte eher klein; zudem durchzogen nur wenige Straßen das Gebiet, entlang derer die Höfe zumeist auf erhöhten Warften lagen. Der Kehdinger Moorgürtel steht dabei mit gut erhaltenen historischen Siedlungs- und Flurstrukturen repräsentativ für die sogenannte „Hannoversche Moorkolonisierung“.
Territorial betrachtet gehörte er bis 1180 zum Stammesherzogtum Sachsen und dann anschließend bis 1648 zum Erzstift Bremen, bis 1715 zum Herzogtum Bremen, bis 1814 zum Kurfürstentum Braunschweig-Lüneburg, bis 1866 zum Königreich Hannover und bis 1946 zur preußischen Provinz Hannover. Seitdem ist er Teil Niedersachsens.

## Naturraum
Obschon der Kehdinger Moorgürtel offiziell im Kulturlandschaftsraum Elbmarschen liegt, handelt es sich beim Untergrund dieser Region – ihrem Namen entsprechend – nicht um Marsch- sondern um Moorboden. Von den ehemaligen bis zu zehn Meter mächtigen Hochmooren der ebenen und grünlandgeprägten Kulturlandschaft sind allerdings nur noch sehr kleinflächige Relikte vorhanden. Erhalten ist hingegen die gesamte Landschaftsstruktur mit dem dichten Netzwerk an Entwässerungsgräben und der historischen Parzelleneinteilung. Auch heute noch trägt die intensive Entwässerung zu einem Absacken des Bodens bei. In dem kaum bewaldeten Gebiet treten Gehölze meist in Reihenform auf und begleiten Parzellengrenzen oder Straßen.
Im Kehdinger Moorgürtel sind seit 1981 mehrere Naturschutzgebiete ausgewiesen worden. Sie nehmen zusammengerechnet eine Fläche von 731 Hektar (≙ etwa 1024 Fußballfelder) ein und machen damit knapp 7,8 Prozent der Gesamtfläche dieser Landschaft aus.
| Name des NSG       | Ausweisungsdatum | Größe             |
| ------------------ | ---------------- | ----------------- |
| Oederquarter Moor  | 16. 12. 1985     | 93 ha             |
| Kehdinger Moore    | 17. 02. 2017     | 59 ha             |
| Die Scheidung      | 18. 12. 2020     | 27 ha             |
| Kehdinger Moore II | 08. 04. 2022     | 552 ha            |
| Gesamt             | Gesamt           | 7,31 km² = 731 ha |

Mit Finanzmitteln aus dem Förderprogramm Wildnisfonds des Bundesministeriums für Umwelt, Naturschutz, nukleare Sicherheit und Verbraucherschutz erwarb Ende 2021 die Deutsche Wildtier Stiftung eine Fläche von 471 Hektar im Aschhorner Moor. Diese soll zukünftig im Rahmen der Nationalen Strategie zur biologischen Vielfalt zu einer Wildnis renaturiert werden.